# Omega Orionis
Omega Orionis (ω Ori / 47 Orionis) es una estrella en la constelación de Orión de magnitud aparente +4,57 situada aproximadamente a 1380 años luz de distancia del sistema solar.
Se halla rodeada por una nube de polvo, formando una modesta nebulosa de reflexión de más de un año luz de un extremo a otro.
Omega Orionis es una gigante azul de tipo espectral B3 IIIe con una temperatura efectiva de 19.100 K.
Incluyendo una gran cantidad radiación ultravioleta emitida, Omega Orionis brilla con una luminosidad 15.275 veces mayor que la del Sol.
Con un radio 11,4 veces más grande que el radio solar, su velocidad de rotación proyectada —181 km/s— implica un período de rotación inferior a 3,15 días.
Sin embargo, su velocidad de rotación real puede alcanzar los 450 km/s, estimándose que su eje se halla inclinado 24º respecto a la línea de visión.
Tiene una masa 10,5 veces superior a la del Sol, justo por encima del límite a partir del cual las estrellas explosionan como supernovas. Su edad se estima en 19 millones de años y sólo recientemente ha comenzado su etapa como gigante.
Como consecuencia de su rápida rotación, Omega Orionis es una estrella Be.
Entre las estrellas de esta clase, fue la primera en donde se midió el campo magnético, resultando ser 1000 veces mayor que el de la Tierra.
Omega Orionis es, como muchas estrellas Be, una estrella variable cuyo brillo varía 0,19 magnitudes.
Asimismo, se han observado pequeñas variaciones debidas a pulsaciones no radiales, con periodos de 0,97 y 2,19 días.